# يو إف سي 181
يو إف سي 181: هيندريكس ضد لولر 2 (بالإنجليزية: UFC 181: Hendricks vs. Lawler II)‏ هو حدث لفنون القتال المختلطة نظمته يو إف سي، أُقيم في 6 ديسمبر 2014، على مركز أحداث ماندالاي باي في لاس فيغاس، نيفادا، الولايات المتحدة.